# Chiaki Omigawa

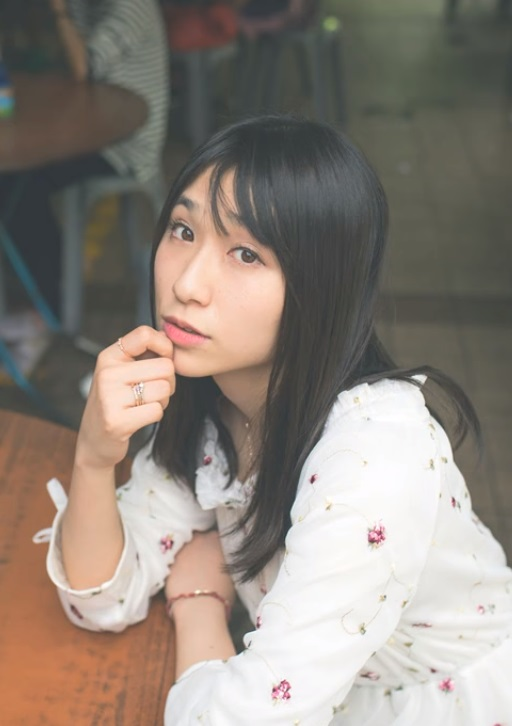
Chiaki Omigawa, 2017

Chiaki Omigawa (jap. 小見川 千明, Omigawa Chiaki; * 11. November 1989 in der Präfektur Kanagawa) ist eine japanische Schauspielerin und Synchronsprecherin (Seiyū).

## Leben
Bereits im Alter von vier Jahren war sie Mitglied in einer Theaterkompanie. 2006 wurde sie von der Agentur Hirata Office unter Vertrag genommen. Neben dem Bühnenschauspiel, wandte sie sich 2008 zusätzlich dem Synchronsprechen zu, wobei ihre Debütrolle die der Protagonistin Maka Albarn im Anime Soul Eater war.

## Synchronsprech-Rollen (Auswahl)

### Anime-Fernsehserien
- 2008: Soul Eater (Maka Albarn)
- 2009: Natsu no Arashi! (Jun Kamigamo)
- 2010: Arakawa under the Bridge (P-ko)
- 2010: Soredemo Machi wa Mawatteiru (Hotori Arashiyama)
- 2010: Hidamari Sketch × Hoshimittsu (Nazuna)
- 2011: Hanasaku Iroha (Minko Tsurugi)
- 2012: Hidamari Sketch × Honeycomb (Nazuna)

### Anime-Kinofilme
- 2011: Towa no Quon (Miu)

### Computerspiele
- 2012: Zero Escape: Virtue’s Last Reward (Phi)